# Теодор Янев
Теодор Янков Янев е български оператор и инженер.

## Биография
Роден е в град Бургас на 28 март 1950 г. През 1974 г. завършва ВМЕИ „Ленин“. През 1980 г. завършва операторско майсторство във ВИТИЗ „Кръстьо Сарафов“.
През периода 1980 – 1992 г. е оператор в Студия за игрални филми „Бояна“. От 2000 г. е преподавател по Филмово и телевизионно операторство и фотография в НАТФИЗ.

## Кратка филмография
- Дефицит
- Защитете дребните животни
- Място под слънцето
- На живот и смърт
- Рокада
- Фокстрот